# راي مابوس
ريموند إدوين مابوس جونيور (بالإنجليزية: Ray Mabus)‏ (11 أكتوبر 1948-)، سياسي أمريكي ودبلوماسي وعضو في الحزب الديمقراطي شغل منصب وزير البحرية الأمريكي الخامس والسبعين من عام 2009 إلى عام 2017. عمل مابوس سابقًا كمدقق حسابات ولاية ميسيسيبي من عام 1984 إلى عام 1988 ، شغل منصب الحاكم الستين لولاية ميسيسيبي من عام 1988 إلى عام 1992 وسفير الولايات المتحدة لدى المملكة العربية السعودية من عام 1994 إلى عام 1996.

## وصلات خارجية
- راي مابوس على موقع IMDb (الإنجليزية)
- راي مابوس على موقع إن إن دي بي (الإنجليزية)

| المناصب الدبلوماسية | المناصب الدبلوماسية                                           | المناصب الدبلوماسية |
| ------------------- | ------------------------------------------------------------- | ------------------- |
| سبقه تشارلز فريمان  | سفراء الولايات المتحدة لدى المملكة العربية السعودية 1994–1996 | تبعه وايتش فاولر    |